# 东京都下水道局

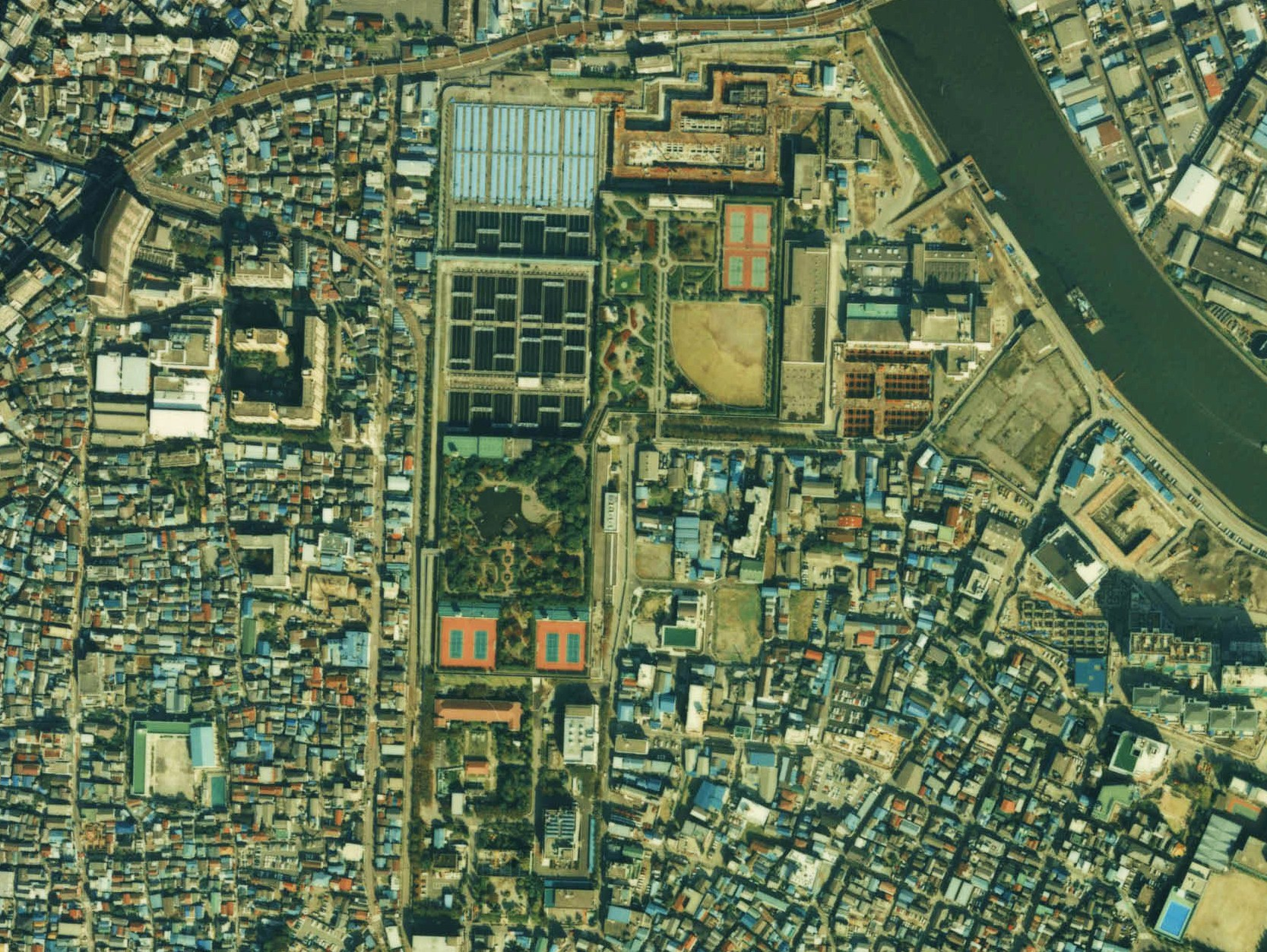
三河岛水再生中心鸟瞰图（1989年）

东京都下水道局（日语：／ Tōkyōto Gesuidōkyoku）是日本东京都主管排水系统、污水处理等事务的地方公营企业。负责东京都区部的下水道处理、雨水排除等公共下水道事务和多摩地域的流域下水道事务。东京都下水道局每年预算支出超过7500亿日元，来源包括国家财政、东京都与基层组织补贴，大额企业债，下水道使用费，利用下水道管网敷设通讯光缆的服务费等。

## 设施
东京都下水道局将东京都区部划分为10个处理区，设有13个水再生中心（污水处理设施）；将多摩地域划分为8个处理区，设有7个水再生中心。处理区、水再生中心不根据行政区划划分，而是根据流域、地形等因素划分，不同水再生中心的污染物排放总量控制要求根据污染处理方法、能力的不同也有所区别。东京都下水道局直接管辖东京都区部的公共下水道，自20世纪50年代开始建设，到1994年覆盖23区，截止2015年下水管道长达16029千米，每天处理457.7万立方米的污水。
流域下水道系统具有水质保护一体化、集约化的优势。东京都下水道局设有流域下水道本部，负责对流域下水道系统进行管理，同时通过下水道信息交流会、GIS公共下水道台账系统等方式与市町村进行协同。为应对地震可能导致的污水处理设施无法运行的情况，多摩川两岸的六座水再生中心两两一组通过联络管道分别连通，互为备份。
东京都将下水道定位为观光资源吸引游客参观。东京都下水道局所属的部分水再生中心受理免费参观事务，可向参观者展示水再生过程，从而促进人们对污水处理的认识，树立保护环境的意识。此外，东京都下水道局还拥有包括位于江东区有明的彩虹下水道馆、台东区藏前的藏前水之馆在内的多处参观展览设施，多为利用原下水道设施改建。

## 组织

### 本厅
位于东京都新宿区西新宿2丁目8番1号。
总务部
总务课、企划调整课、理财课、宣传服务课
职员部
人事课、劳务课
会计部
业务管理课、会计课、资产运用课、合同课
计划调整部
计划课、事业调整课、技术开发课
设施管理部
管理课、管路管理课、排水设备课、设施管理课、设施保全课、环境管理课
建设部
管理课、工务课、设计调整课、土木设计课、设备设计课
中部下水道事务所
庶务课、客服课、水泵设施课、重建推进课、建设课、芝浦水再生中心
北部下水道事务所
庶务课、客服课、水泵设施课、重建推进课、建设课、三河岛水再生中心
东部第一下水道事务所
庶务课、客服课、水泵设施课、建设课、砂町水再生中心
东部第二下水道事务所
庶务课、客服课、设施课、中川水再生中心、小菅水再生中心、葛西水再生中心
西部第一下水道事务所
庶务课、客服课、建设课、落合水再生中心
西部第二下水道事务所
庶务课、客服课、设施课、宫城水再生中心、新河岸水再生中心、浮间水再生中心
南部下水道事务所
庶务课、客服课、水泵设施课、建设课
森崎水再生中心
第一基础设施重建事务所
庶务课、工程第一课、工程第二课、设备工程课、设计课
第二基础设施重建事务所
庶务课、工程第一课、工程第二课、设备工程课、设计课

### 流域下水道本部
位于东京都立川市高松町2丁目26番12号。
管理部
管理课、用地课
技术部
计划课、工程课、设计课、设施管理课、北多摩一号水再生中心、北多摩二号水再生中心、多摩川上游水再生中心、清濑水再生中心、南多摩水再生中心、八王子水再生中心、浅川水再生中心